# Conocybe brunneola
Conocybe brunneola är en svampart som beskrevs av Kühner ex Kühner & Watling 1982. Conocybe brunneola ingår i släktet Conocybe och familjen Bolbitiaceae.   Inga underarter finns listade i Catalogue of Life.